# Cami Rosa Tour
Rosa Tour es la primera gira de conciertos en solitario de la cantante chilena Camila Gallardo, la cual está recorriendo todo el territorio chileno llegando a los escenarios del Festival de Viña del Mar 2019. Próximamente estará presentándose en algunas ciudades de España, con tan solo 4 fechas. contando con un total de 60 fechas.

## Repertorio
La siguiente lista representa el espectáculo hasta el 21 de marzo. No representa todos los conciertos del tour.
1. "Un Poco Más de Frío"
2. "Toditas por ti"
3. "Run-Run se fue pa'l norte" "(cover de Violeta Parra)
4. "Mi ruego"
5. "Más de la mitad"
6. "Antorcha"
7. "Pa' callar tus penas"
8. "Ven"
9. "Fuerte"
10. "Querida Rosa"

Encore
1. "La Despedida"
2. "Aquí Estoy"
3. "La Entrevista"
4. "No Es Real"
5. "Abrázame"

## Fechas
| Fecha                    | Ciudad          | País            | Recinto                               |
| América del Sur          | América del Sur | América del Sur | América del Sur                       |
| ------------------------ | --------------- | --------------- | ------------------------------------- |
| 26 de mayo de 2018       | Puerto Natales  | Chile           | Polideportivo Puerto Natales          |
| 28 de mayo de 2018       | Los Ángeles     | Chile           | Polideportivo Los Ángeles             |
| 2 de junio de 2018       | Viña del Mar    | Chile           | Enjoy Viña del Mar                    |
| 15 de junio de 2018      | Temuco          | Chile           | Gimnasio Olímpico Regional UFRO       |
| 16 de junio de 2018      | Puerto Montt    | Chile           | Arena Puerto Montt                    |
| 21 de junio de 2018      | Las Condes      | Chile           | Teatro Municipal de Las Condes        |
| 22 de junio de 2018      | Las Condes      | Chile           | Teatro Municipal de Las Condes        |
| 23 de junio de 2018      | Las Condes      | Chile           | Teatro Municipal de Las Condes        |
| 20 de julio de 2018      | Talca           | Chile           | Teatro Regional del Maule             |
| 21 de julio de 2018      | Concepción      | Chile           | SurActivo                             |
| 29 de julio de 2018      | Punta Arenas    | Chile           | Hotel Dreams                          |
| 10 de agosto de 2018     | Villarica       | Chile           | Gimnasio Municipal de Villarrica      |
| 11 de agosto de 2018     | Puerto Varas    | Chile           | Gimnasio Fiscal Puerto Varas          |
| 12 de agosto de 2018     | Valdivia        | Chile           | Hotel Dreams Valdivia                 |
| 14 de agosto de 2018     | Osorno          | Chile           | Hotel Sonesta Osorno                  |
| 15 de septiembre de 2018 | Los Andes       | Chile           | Parque Urbano Ambrosio O’Higgins      |
| 16 de septiembre de 2018 | Maipú           | Chile           | Cerro Primo de Rivera                 |
| 17 de septiembre de 2018 | Peñaflor        | Chile           | Parque El Trapiche                    |
| 18 de septiembre de 2018 | Coquimbo        | Chile           | Explanada La Pampilla                 |
| 29 de septiembre de 2018 | Copiapó         | Chile           | Intendencia de Atacama                |
| 4 de octubre de 2018     | Iquique         | Chile           | Plaza 21 de Mayo                      |
| 5 de octubre de 2018     | Antofagasta     | Chile           | Estadio Rock & Soccer                 |
| 20 de octubre de 2018    | Rancagua        | Chile           | Plaza de La Marina                    |
| 1 de noviembre de 2018   | Quillota        | Chile           | Estadio Lucio Fariña Fernández        |
| 29 de noviembre de 2018  | Rancagua        | Chile           | Teatro Regional de Rancagua           |
| 30 de noviembre de 2018  | Rancagua        | Chile           | Teatro Regional de Rancagua           |
| 9 de diciembre de 2018   | Talcahuano      | Chile           | Coliseo La Tortuga                    |
| 16 de diciembre de 2018  | Santiago        | Chile           | Movistar Arena                        |
| 22 de diciembre de 2018  | Maipú           | Chile           | Templo Votivo                         |
| 10 de enero de 2019      | Paine           | Chile           | Estadio Tricolor                      |
| 19 de enero de 2019      | Los Vilos       | Chile           | Casa de la Cultura                    |
| 25 de enero de 2019      | Angol           | Chile           | Estadio Alberto Larraguibel           |
| 26 de enero de 2019      | Osorno          | Chile           | Parque Schott                         |
| 27 de enero de 2019      | Valdivia        | Chile           | Parque Saval                          |
| 31 de enero de 2019      | Parral          | Chile           | Escenario Monumental Alameda          |
| 1 de febrero de 2019     | Alto Biobío     | Chile           | Liceo de Ralco                        |
| 2 de febrero de 2019     | Cañete          | Chile           | Fundo Anique                          |
| 3 de febrero de 2019     | Río Negro       | Chile           | Plaza de Armas                        |
| 6 de febrero de 2019     | Chillepín       | Chile           | Pérgola de los Poetas                 |
| 7 de febrero de 2019     | Pichidegua      | Chile           | Casa Royal                            |
| 8 de febrero de 2019     | San Pablo       | Chile           | Frontis Municipalidad                 |
| 9 de febrero de 2019     | Los Muermos     | Chile           | Plaza de Armas                        |
| 10 de febrero de 2019    | Castro          | Chile           | Puerto de Castro                      |
| 14 de febrero de 2019    | Frutillar       | Chile           | Teatro del Lago                       |
| 16 de febrero de 2019    | Laja            | Chile           | Anfiteatro Municipal                  |
| 17 de febrero de 2019    | Puerto Varas    | Chile           | Calle Techada                         |
| 19 de febrero de 2019    | Lautaro         | Chile           | Medialuna de Lautaro                  |
| 28 de febrero de 2019    | Viña del Mar    | Chile           | Quinta Vergara                        |
| 8 de marzo de 2019       | Padre Hurtado   | Chile           | Estadio Municipal Santa Rosa de Chena |
| 9 de marzo de 2019       | San Javier      | Chile           | Estadio Alfonso Escobar               |
| 10 de marzo de 2019      | Molina          | Chile           | Plaza de Armas                        |
| 14 de marzo de 2019      | Providencia     | Chile           | Parque de las Esculturas              |
| 16 de marzo de 2019      | Concepción      | Chile           | Parque Bicentenario                   |
| 17 de marzo de 2019      | Huechuraba      | Chile           | Plaza Cívica de Huechuraba            |
| 21 de marzo de 2019      | Las Condes      | Chile           | Universidad del Desarrollo            |
| 7 de abril de 2019       | Santiago        | Chile           | Movistar Arena                        |
| Europa                   |                 |                 |                                       |
| 23 de mayo de 2019       | Barcelona       | España          | Razzmatazz                            |
| 24 de mayo de 2019       | Santiago        | España          | Sala Capitol                          |
| 30 de mayo de 2019       | Madrid          | España          | Sala Galileo Galilei                  |
| 1 de junio de 2019       | Valencia        | España          | Sala Jerusalem                        |
| América del Sur          |                 |                 |                                       |
| 9 de agosto de 2019      | Viña del Mar    | Chile           | Gimnasio Polideportivo                |
| 11 de agosto de 2019     | La Serena       | Chile           | Coliseo Monumental                    |
| 16 de agosto de 2019     | Temuco          | Chile           | Gimnasio Olímpico UFRO                |
| 21 de agosto de 2019     | Chillán         | Chile           | Teatro Municipal                      |
| 22 de agosto de 2019     | Chillán         | Chile           | Teatro Municipal                      |
| 24 de agosto de 2019     | Mostazal        | Chile           | Gran Arena Monticello                 |
| 25 de agosto de 2019     | Concepción      | Chile           | Gimnasio Municipal                    |
| 29 de agosto de 2019     | Iquique         | Chile           | Casa del Deportista                   |
| 31 de agosto de 2019     | Antofagasta     | Chile           | Estadio Sokol                         |
| 5 de septiembre de 2019  | Buenos Aires    | Argentina       | La Trastienda                         |
| 28 de septiembre de 2019 | Puerto Montt    | Chile           | Arena Puerto Montt                    |